# Plantago aundensis
Plantago aundensis är en grobladsväxtart som beskrevs av Van Royen. Plantago aundensis ingår i släktet kämpar, och familjen grobladsväxter. Inga underarter finns listade i Catalogue of Life.